# CIM-10 Capítol H
|  | Per a altres significats, vegeu «CIM-10 Capítol VIII: Malalties de l'oïda i de l'apòfisi mastoide». |

| Capítol | Codis   | Títol |
| ------- | ------- | --- |
| I       | A00-B99 | Certes malalties infeccioses i parasitàries                                                                  |
| II      | C00-D48 | Neoplàsies                                                                                                   |
| III     | D50-D89 | Malalties de la sang i dels òrgans hematopoètics i altres trastorns que afecten el mecanisme de la immunitat |
| IV      | E00-E90 | Malalties endocrines, nutricionals i metabòliques                                                            |
| V       | F00-F99 | Trastorns mentals i del comportament                                                                         |
| VI      | G00-G99 | Malalties del sistema nerviós                                                                                |
| VII     | H00-H59 | Malalties de l'ull i els seus annexos                                                                        |
| VIII    | H60-H95 | Malalties de l'oïda i de l'apòfisi mastoide                                                                  |
| IX      | I00-I99 | Malalties del sistema circulatori                                                                            |
| X       | J00-J99 | Malalties del sistema respiratori                                                                            |
| XI      | K00-K93 | Malalties de l'aparell digestiu                                                                              |
| XII     | L00-L99 | Malalties de la pell i el teixit subcutani                                                                   |
| XIII    | M00-M99 | Malalties del sistema osteomuscular i del teixit connectiu                                                   |
| XIV     | N00-N99 | Malalties de l'aparell genitourinari                                                                         |
| XV      | O00-O99 | Embaràs, part i puerperi                                                                                     |
| XVI     | P00-P96 | Certes afeccions originades en el període perinatal                                                          |
| XVII    | Q00-Q99 | Malformacions congènites, deformitats i anomalies cromosòmiques                                              |
| XVIII   | R00-R99 | Símptomes, signes i troballes anormals clíniques i de laboratori, no classificats en un altre lloc           |
| XIX     | S00-T98 | Traumatismes, enverinaments i algunes altres conseqüències de causa externa                                  |
| XX      | V01-Y98 | Causes externes de morbiditat i de mortalitat                                                                |
| XXI     | Z00-Z99 | Factors que influeixen en l'estat de salut i contacte amb els serveis de salut                               |
| XXII    | O00-U99 | Codis per a situacions especials                                                                             |

La 10a Revisió de la Classificació Estadística Internacional de les Malalties i Problemes de Salut Relacionats (CIM-10) és una codificació de malalties, trastorns, signes, símptomes, troballes anormals, denúncies, circumstàncies socials i causes externes de lesions o malalties, segons la classificació de l'Organització Mundial de la Salut (OMS). Aquesta pàgina conté la llista de problemes del capítol VII de la CIM-10: Malalties de l'ull i els seus annexos. 
- Sols apareixen els problemes codificats amb la lletra del capítol i dos dígits (per exemple A00), amb tres dígits (separada l'últim dígit per un punt, per exemple A04.0), i rarament amb quatre dígits.
- S'han exclòs els problemes de més de dos dígits que fan referència a "altres" problemes especificats (però no definits) o a problemes no especificats; aquests dos casos corresponen, respectivament, als dígits finals 8 i 9.
- També s'han exclòs els problemes de més de dos dígits que no aporten problemes de salut "diferents" dels de l'enunciat principal i que sols modifiquen "qualitativament" el problema de salut al qual fan referència. Per exemple: A00 és el codi pel còlera, però no s'han presentat els codis A00.1 i A00.2 que diferencien el còlera segons dos tipus de bacteri que el provoquen.

## H00-H06 - Trastorns de la parpella, l'aparell lacrimal i l'òrbita
- (H00) Mussol i calazi
- (H01) Altres tipus d'inflamació de la parpella
  - (H01.0) Blefaritis
  - (H01.1) Dermatosis no infeccioses de la parpella
- (H02) Altres trastorns de la parpella
  - (H02.0) Entropi i triquiasi de la parpella
  - (H02.1) Ectropi de la parpella
  - (H02.2) Lagoftàlmia
  - (H02.3) Blefarocalàsia
  - (H02.4) Ptosi de la parpella
  - (H02.5) Altres trastorns que afecten la funció de les parpelles
  - (H02.6) Xantelasma de la parpella
  - (H02.7) Altres trastorns degeneratius de la parpella i la zona periocular
- (H03) Trastorns de la parpella en malalties classificades en un altre lloc

lloc
- (H04) Trastorns de l'aparell lacrimal
  - (H04.0) Dacrioadenitis
  - (H04.1) Altres trastorns de la glàndula lacrimal
  - (H04.2) Epífora
  - (H04.3) Inflamació aguda i no especificada dels conductes lacrimals
  - (H04.4) Inflamació crònica dels conductes lacrimals
  - (H04.5) Estenosi i insuficiència dels conductes lacrimals
  - (H04.6) Altres canvis en els conductes lacrimals
- (H05) Trastorns de l'òrbita
  - (H05.0) Inflamació aguda de l'òrbita
  - (H05.1) Trastorns inflamatoris crònics de l'òrbita
  - (H05.2) Afeccions exoftàlmiques
  - (H05.3) Deformitat de l'òrbita
  - (H05.4) Enoftàlmia
  - (H05.5) Cos estrany retingut (antic) consecutiu a ferida penetrant de l'òrbita
- (H06) Trastorns de l'aparell lacrimal i l'òrbita en malalties classificades en un altre lloc
  - (H06.0) Trastorns de l'aparell lacrimal en malalties classificades en un altre lloc
  - (H06.1) Infestació parasitària de l'òrbita en malalties classificades en un altre lloc
  - (H06.2) Exoftàlmia distiroïdal (E05.-†)

## H10-H13 - Trastorns de la conjuntiva
- (H10) Conjuntivitis
- (H11) Altres trastorns de la conjuntiva
  - (H11.0) Pterigi
  - (H11.1) Degeneracions i dipòsits conjuntivals
  - (H11.2) Cicatrius conjuntivals
  - (H11.3) Hemorràgia conjuntival
  - (H11.4) Altres trastorns i quists vasculars conjuntivals
- (H13) Trastorns de la conjuntiva en malalties classificades en un altre lloc
  - (H13.0) Filariosi de la conjuntiva (B74.-†)
  - (H13.1) Conjuntivitis en malalties infeccioses i parasitàries classificades en un altre lloc
  - (H13.2) Conjuntivitis en altres malalties classificades en un altre lloc
  - (H13.3) Pemfigoide ocular (L12.-†)

## H15-H22 - Trastorns de l'escleròtica, la còrnia, l'iris i el cos ciliar
- (H15) Trastorns de l'escleròtica
  - (H15.0) Escleritis
  - (H15.1) Episcleritis
- (H16) Queratitis
  - (H16.0) Úlcera corneal
  - (H16.1) Altres queratitis superficials sense conjuntivitis
  - (H16.2) Queratoconjuntivitis
  - (H16.3) Queratitis intersticial i profunda
  - (H16.4) Neovascularització corneal
- (H17) Cicatrius i opacitats corneals
  - (H17.0) Leucoma adherent
  - (H17.1) Altres opacitats centrals de la còrnia
- (H18) Altres trastorns de la còrnia
  - (H18.0) Pigmentacions i dipòsits corneals
  - (H18.1) Queratopatia ampul·lar
  - (H18.2) Altres edemes corneals
  - (H18.3) Canvis en les membranes corneals
  - (H18.4) Degeneració corneal
  - (H18.5) Distròfies corneals hereditàries
  - (H18.6) Queratocon
  - (H18.7) Altres deformitats corneals
- (H19) Trastorns de l'escleròtica i la còrnia en malalties classificades en un altre lloc
- (H20) Iridociclitis
- (H21) Altres trastorns de l'iris i el cos ciliar
  - (H21.0) Hipema
  - (H21.1) Altres trastorns vasculars de l'iris i el cos ciliar
  - (H21.2) Degeneració de l'iris i el cos ciliar
  - (H21.3) Quist de l'iris, el cos ciliar i la cambra anterior
  - (H21.4) Membranes pupil·lars
  - (H21.5) Altres adherències i ruptures de l'iris i el cos ciliar
- (H22) Trastorns de l'iris i el cos ciliar en malalties classificades en un altre lloc

## H25-H28 - Trastorns del cristal·lí
- (H25) Cataracta senil
- (H26) Altres cataractes
  - (H26.0) Cataracta infantil, juvenil i presenil
  - (H26.1) Cataracta traumàtica
  - (H26.2) Cataracta complicada
  - (H26.3) Cataracta induïda per fàrmacs
  - (H26.4) Opacitat de la lent postextracció de cataracta
- (H27) Altres trastorns del cristal·lí
  - (H27.0) Afàquia
  - (H27.1) Luxació del cristal·lí
- (H28) Cataracta i altres trastorns del cristal·lí en malalties classificades en un altre lloc

## H30-H36 - Trastorns de la coroide i la retina
- (H30) Inflamació corioretinal
- (H31) Altres trastorns de la coroide
  - (H31.0) Cicatrius corioretinals
  - (H31.1) Degeneració coroïdal
  - (H31.2) Distròfia coroïdal hereditària
  - (H31.3) Hemorràgia i ruptura coroïdals
  - (H31.4) Despreniment de la coroide
- (H32) Trastorns corioretinals en malalties classificades en un altre lloc
- (H33) Despreniments i ruptures de la retina
- (H34) Oclusions vasculars de la retina
- (H35) Altres trastorns de la retina
  - (H35.0) Retinopatia de fons i canvis vasculars de la retina
  - (H35.1) Retinopatia de la prematuritat
  - (H35.2) Altres retinopaties proliferatives
  - (H35.3) Degeneració macular i del pol posterior
  - (H35.4) Degeneració perifèrica de la retina
  - (H35.5) Distròfia retinal hereditària
  - (H35.6) Hemorràgia retinal
  - (H35.7) Separació de les capes retinals
- (H36) Trastorns de la retina en malalties classificades en un altre lloc
  - (H36.0) Retinopatia diabètica (E10-E14 amb el quart caràcter comú .3†)

## H40-H42 - Glaucoma
- (H40) Glaucoma
- (H42) Glaucoma en malalties classificades en un altre lloc

## H43-H45 - Trastorns del cos vitri i el globus ocular
- (H43) Trastorns del cos vitri
  - (H43.0) Prolapse vitri
  - (H43.1) Hemorràgia vítria
  - (H43.2) Dipòsits cristal·lins en el cos vitri
  - (H43.3) Altres opacitats vítries
- (H44) Trastorns del globus ocular
  - (H44.0) Endoftalmitis supurativa
  - (H44.1) Altres endoftalmitis
  - (H44.2) Miopia degenerativa
  - (H44.3) Altres trastorns degeneratius del globus ocular
  - (H44.4) Hipotonia ocular
  - (H44.5) Afeccions degeneratives del globus ocular
  - (H44.6) Cos estrany magnètic intraocular retingut (antic)
  - (H44.7) Cos estrany no magnètic intraocular retingut (antic)
- (H45) Trastorns del cos vitri i el globus ocular en malalties classificades en un altre lloc

## H46-H48 - Trastorns del nervi òptic i les vies òptiques
- (H46) Neuritis òptica
- (H47) Altres trastorns del nervi òptic [segon parell cranial] i les vies òptiques
  - (H47.0) Trastorns del nervi òptic no classificats a cap altre lloc
  - (H47.1) Papil·ledema no especificat
  - (H47.2) Atròfia òptica
  - (H47.3) Altres trastorns del disc òptic
  - (H47.4) Trastorns del quiasma òptic
  - (H47.5) Trastorns d'altres vies òptiques
  - (H47.6) Trastorns del còrtex visual
  - (H47.7) Trastorn no especificat de les vies òptiques
- (H48) Trastorns del nervi òptic [segon parell cranial] i les vies òptiques en malalties classificades en un altre lloc

## H49-H52 - Trastorns dels músculs oculars, la mobilitat binocular, l'acomodació i la refracció
- (H49) Estrabisme paralític
- (H50) Altres tipus d'estrabisme
  - (H50.0) Estrabisme concomitant convergent
  - (H50.1) Estrabisme concomitant divergent
  - (H50.2) Estrabisme vertical
  - (H50.3) Heterotropia intermitent
  - (H50.4) Altres tipus d'heterotropia i heterotropia no especificada
  - (H50.5) Heterofòria
  - (H50.6) Estrabisme mecànic
- (H51) Altres trastorns de la mobilitat binocular
  - (H51.0) Paràlisi de la mirada conjugada
  - (H51.1) Insuficiència i excés de convergència
  - (H51.2) Oftalmoplegia internuclear
- (H52) Trastorns de la refracció i l'acomodació
  - (H52.0) Hipermetropia
  - (H52.1) Miopia
  - (H52.2) Astigmatisme
  - (H52.3) Anisometropia i anisoiconia
  - (H52.4) Presbiopia
  - (H52.5) Trastorns de l'acomodació
  - (H52.6) Altres trastorns de la refracció
  - (H52.7) Trastorn de la refracció no especificat

## H53-H54 - Alteracions visuals i ceguesa
- (H53) Alteracions visuals
  - (H53.0) Ambliopia ex anopsia
  - (H53.1) Alteracions visuals subjectives
  - (H53.2) Diplopia
  - (H53.3) Altres trastorns de la visió binocular
  - (H53.4) Defectes del camp visual
  - (H53.5) Deficiències de la visió dels colors
  - (H53.6) Ceguesa nocturna
- (H54) Ceguesa i visió disminuïda

## H55-H59 - Altres trastorns de l'ull i els annexos
- (H55) Nistagme i altres moviments oculars irregulars
- (H57) Altres trastorns de l'ull i els annexos
  - (H57.0) Anomalies de la funció pupil·lar
  - (H57.1) Dolor ocular
- (H58) Altres trastorns de l'ull i els annexos en malalties classificades en un altre lloc
- (H59) Trastorns de l'ull i els annexos posteriors a un procediment no classificats a cap altre lloc
  - (H59.0) Queratopatia (ampul·lar afàquica) consecutiva a intervenció de cataractes